# Ngaoundéré
Ngaoundéré (cunoscut și sub denumirea de N'Gaoundéré)  este un oraș  în partea de nord a Camerunului. Este reședința provinciei Adamawa.